# Axel von Hillebrandt
Axel von Hillebrandt (* 12. April 1933 in Tilsit, Ostpreußen; † 3. Januar 2024 in Berlin) war ein deutscher Paläontologe und Hochschullehrer an der Technischen Universität Berlin.

## Werdegang
Hillebrandt war von 1959 bis 1962 Assistent an der Universität München, an der er 1960 bei Herbert Hagn und Richard Dehm mit dem Thema Das Paleozän und seine Foraminiferenfauna im Becken von Reichenhall und Salzburg promoviert wurde, ab 1962 Assistent an der TU Berlin, an der er sich 1965 habilitierte (Foraminiferen-Stratigraphie im Alttertiär von Zumaya (Provinz Guipuzcoa, NW-Spanien) und ein Vergleich mit anderen Tethys-Gebieten) und bis zur Emeritierung 1998 Professor war.
Er befasste sich mit Ammoniten speziell aus dem Unterjura und dem Jura von Südamerika, ihrer Taxonomie, Evolution, Biochronologie und Paläogeographie. Daneben befasste er sich auch mit Mikropaläontologie.
2014 wurde er Ehrenmitglied der Paläontologischen Gesellschaft, deren Präsident er von 1995 bis 1997 war.
Von Hillebrandt war wahlberechtigtes Mitglied der Internationalen Subkommission für jurassische Schichtenkunde und der deutschen Jura-Subkommission.